# Ponte Roberto Arnizant Silvares
A Ponte Roberto Arnizaut Silvares localiza-se no município de São Mateus, estado do Espírito Santo, no Brasil. Cruza o Rio Mariricu e é utilizada desde o ano de 1998, constituindo-se na ligação entre o continente e a Ilha de Guriri em homenagem ao Dr Roberto Arnizaut Silvares, como no hospital próximo.  